# Pingstkyrkan, Norrköping
Pingstkyrkan, är en kyrkobyggnad i Norrköping. Kyrkan tillhör Sionförsamlingen, Norrköping och är ansluten till Pingströrelsen i Sverige. Den ligger i tidigare Standard Hotels byggnad vid Drottninggatan och Carl Johans park, nu kallad Renströmmen,

## Instrument
Orgeln byggdes 1935 av Åkerman & Lunds Nya Orgelfabriks AB, Sundbybergs stad. Orgeln är elektrisk. 1966 omändrades den av Reinhard Kohlus, Vadstena. Orgeln har fria och fasta kombinationer.
| Manual I      | Manual II         | Pedal      | Koppel  |
| Borduna 16'   | Rörflöjt 8'       | Subbas 16' | I/P     |
| Principal 8'  | Salicional 8'     | Ekobas 16' | II/P    |
| Gedackt 8'    | Principal 4'      |            | II/I    |
| Oktava 4'     | Flöjtoktav 4'     |            | I 4'/I  |
| Kornett III   | Waldflöjt 2'      |            | II 4'/I |
| Mixtur II-III | Spetskvint 1 1⁄3' |            |         |
|               | Tremulant         |            |         |